# Hueso oracular

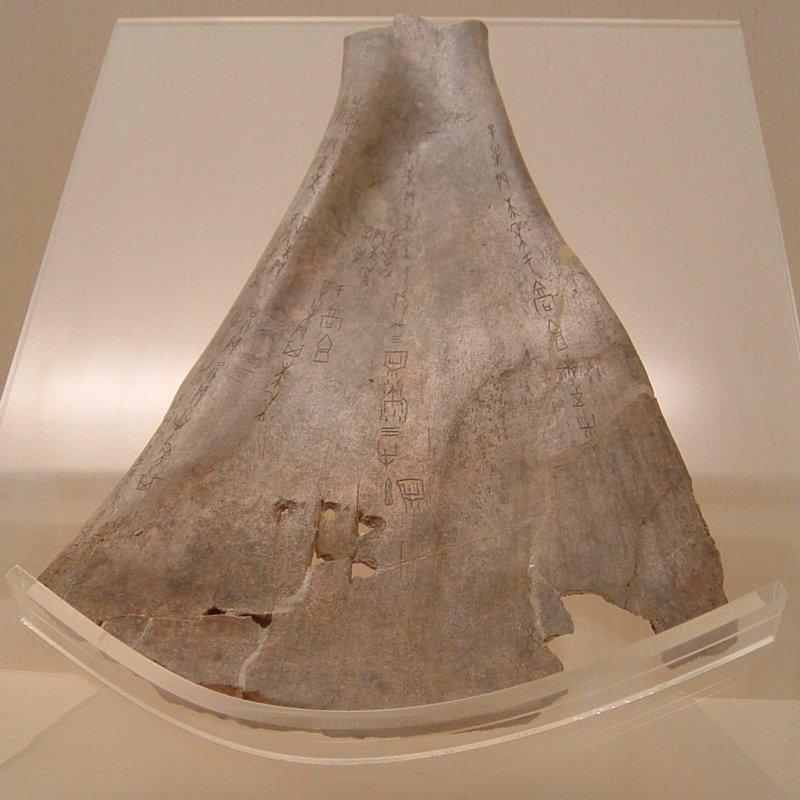
Hueso oracular de la dinastía Shang en el Museo de Shanghái.

Los huesos oraculares (chino: 甲骨; pinyin: jiǎgǔ) son caparazones de tortuga y huesos de animales (en su mayoría escápulas), en los que se han encontrado inscripciones que forman el corpus significativo más antiguo de escritura china arcaica, que contienen importante información histórica, como la genealogía real completa de la dinastía Shang, también conocida como dinastía Yin. Esto confirmó la existencia de esta dinastía, que algunos estudiosos ponían en duda hasta su aparición.
Desde su reconocimiento como soporte de escritura arcaica china en 1899, se han encontrado más de doscientos mil huesos grabados, de los que unos cuarenta y ocho mil pueden consultarse en ediciones impresas. La mayor parte de los huesos oraculares están datados sobre los últimos doscientos treinta años de la dinastía Shang, hace unos tres mil doscientos años. El estudio de las inscripciones concluyó que consisten en el registro de rituales adivinatorios, usando la piromancia o adivinación mediante fuego o calor, realizados para o por las casas reales.

## Datación

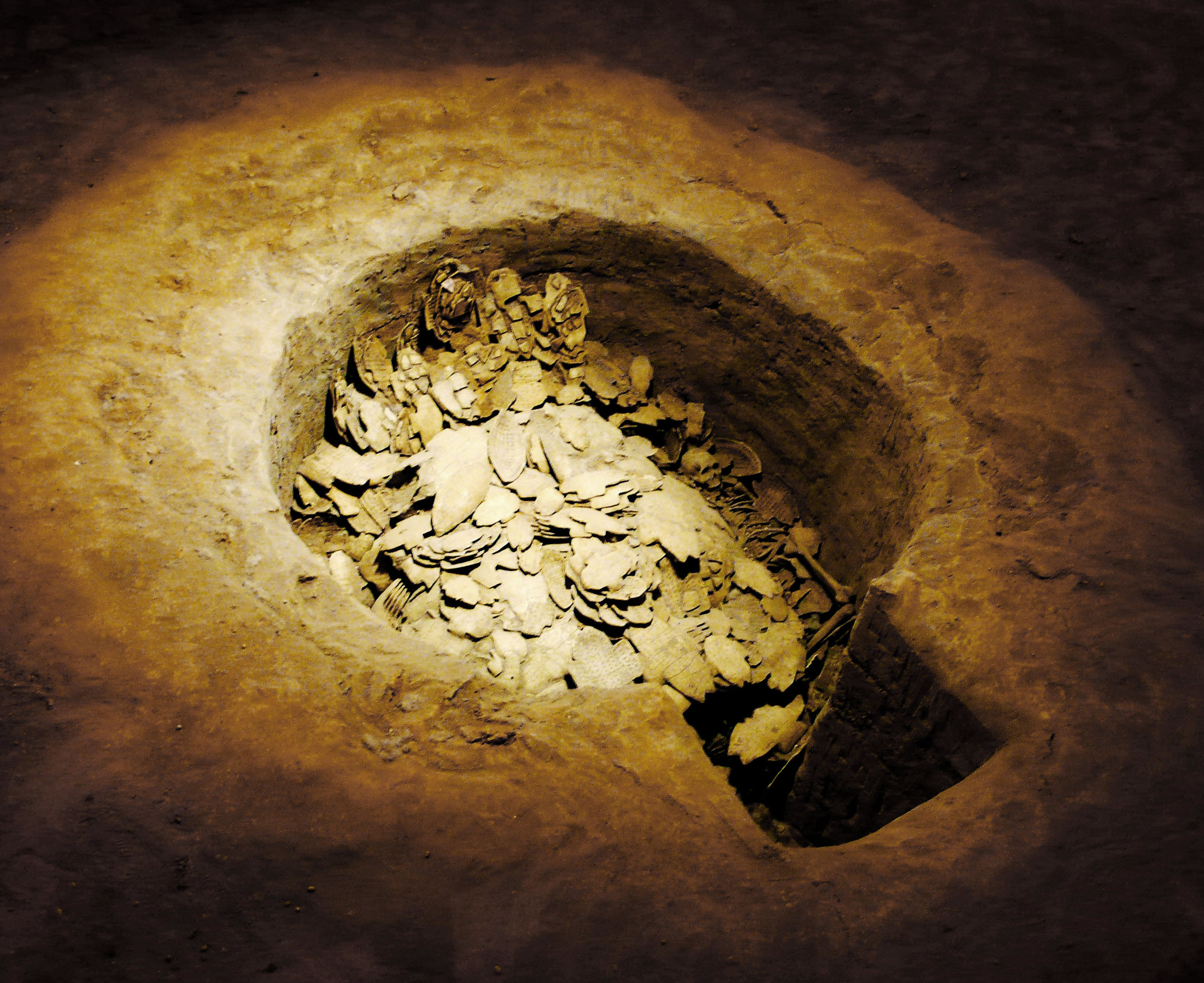
Fosa con huesos oraculares en el yacimiento arqueológico de Yinxu, Anyang.

La mayor parte de los huesos oraculares están datados aproximadamente en un período que cubre los últimos doscientos treinta años de la dinastía Shang, durante los reinos cuarto y subsecuentes de los reyes que gobernaron desde Yin Xu, (en chino: 殷墟), cerca de la ciudad de Anyang en la provincia china de Henan, a unos 500 km al sur de Pekín. Dicho período abarca desde el rey Wu Ding (武丁) hasta Di Xin (帝辛).
No obstante, debido a que la fecha del final de la dinastía Shang no es materia de consenso entre los expertos, la datación de los huesos varía entre los siglos XIV y XI a. C.

hasta el 1200-1050 a. C.
La mayor parte de los huesos se datan en el reino del rey Wu Ding; el 55 % de todos los fragmentos son del Período I, que cubre los reyes Pan Geng (盤庚), Xiao Xin (小辛), Xiao Yi (小乙) y Wu Ding. No obstante, pocos o ninguno pueden ser asignados con seguridad a los reinos anteriores a Wu Ding, por lo que se consideran pertenecientes a su reinado. Se cree que deben existir huesos oraculares anteriores en Anyang, pero no han sido encontrados.
Muy pocos huesos han sido datados en los inicios de la subsecuente dinastía Zhou, cuando el I Ching y las semillas de milenrama se convirtieron en el método habitual de adivinación.

## Descubrimiento

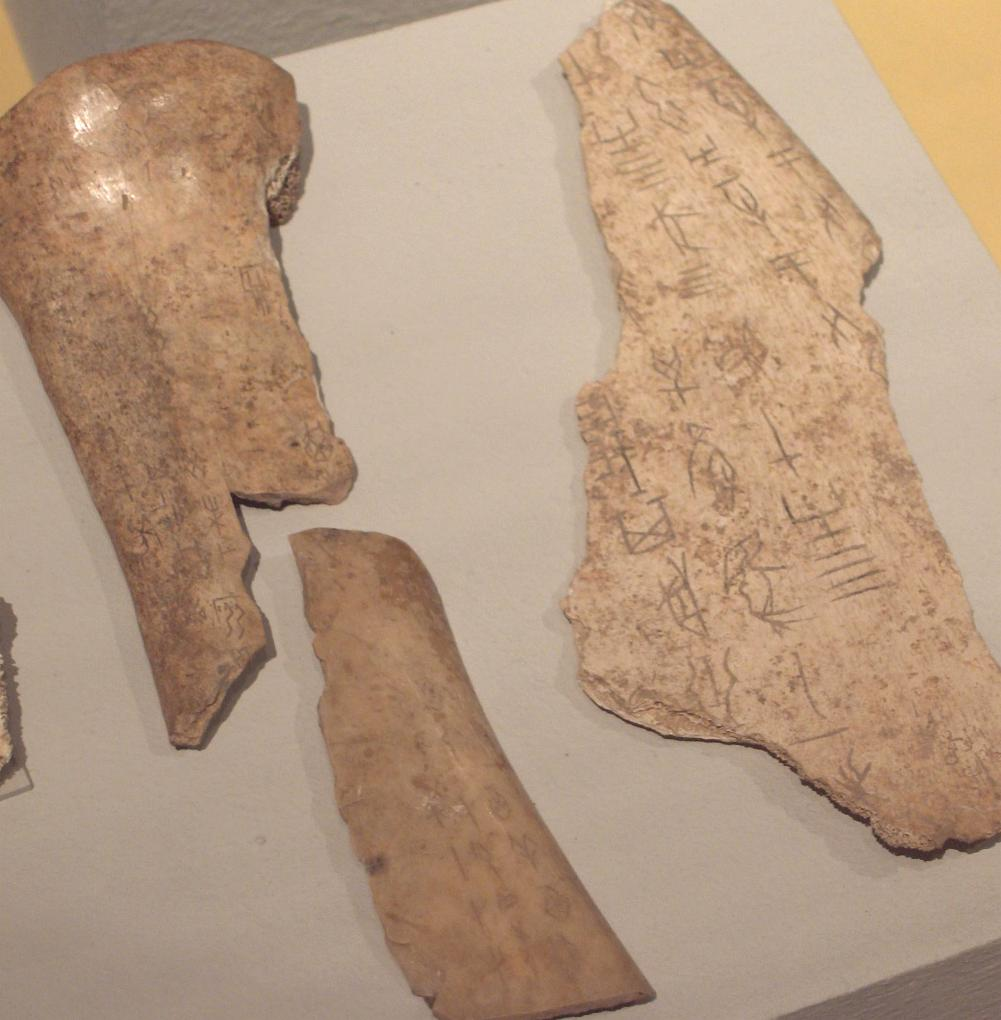
Huesos oraculares chinos de la dinastía Shang. Linden-Museum, Stuttgart (Alemania).

Posiblemente desde la dinastía Han (202 a. C. hasta el 220), y con certeza a lo largo del siglo XIX, los huesos oraculares de la dinastía Shang habían sido desenterrados periódicamente por granjeros locales, para venderlos en los mercados de medicina tradicional china como huesos de dragón (lóng gǔ 龍骨), ya fuera enteros o picados, para el tratamiento de varias enfermedades.
Los fragmentos de caparazón de tortuga, por ejemplo, se prescribían para combatir la malaria, mientras que el resto de huesos de animales eran pulverizados para ser utilizados en el mantenimiento del filo de armas blancas.
Estos huesos y caparazones fueron reconocidos por primera vez como soporte de antigua escritura china por un erudito y oficial de alto rango de la dinastía Qing, Wáng Yìróng (王懿榮; 1845-1900), en 1899. La leyenda creada al respecto cuenta que Wáng estaba aquejado de malaria, y que su amigo y también erudito Liú È (刘鶚; 1857-1909) le estaba visitando y le ayudó a preparar su medicina. Descubrieron, antes de convertirlo en polvo, que el hueso estaba marcado con extraños caracteres, que ellos, habiendo estudiado las antiguas inscripciones en bronce reconocieron como escritura antigua. Xǔ Yǎhuì (許雅惠) constata: «Nadie puede saber cuántos huesos oraculares, antes de 1899, fueron molidos en farmacias chinas tradicionales y desaparecieron en los estómagos de la gente».
No se sabe realmente cómo aconteció el descubrimiento de Wang y Liu sobre los huesos de dragón, pero Wang se considera el primero en reconocer su significado e importancia,
y su amigo Liu fue el primero en publicar un libro sobre el tema.
La voz corrió entre los coleccionistas de antigüedades, y el mercado de estos explotó. Mientras los eruditos intentaban encontrar su fuente, los anticuarios manifestaban falsamente que los huesos provenían de Tāngyīn (湯陰), en la provincia de Henán.
Décadas de excavaciones incontroladas siguieron alimentando el mercado de antigüedades, y muchas de estas piezas acabaron en colecciones en Europa, los Estados Unidos, Canadá y Japón.
El primer coleccionista occidental fue el reverendo estadounidense Frank H. Chalfant,
mientras que el ministro presbiteriano canadiense James Mellon Menzies (明义士) (1885-1957) compró la mayor cantidad.
Los chinos siguen reconociendo la contribución pionera de Menzies como el mayor erudito occidental de la cultura Yin-Shang y las inscripciones en huesos oraculares. Su antigua residencia en Anyang fue declarada «Tesoro Protegido» en 2004, y se estableció el «Museo para estudios de huesos oraculares Memorial James Mellon Menzies».

## Excavaciones oficiales

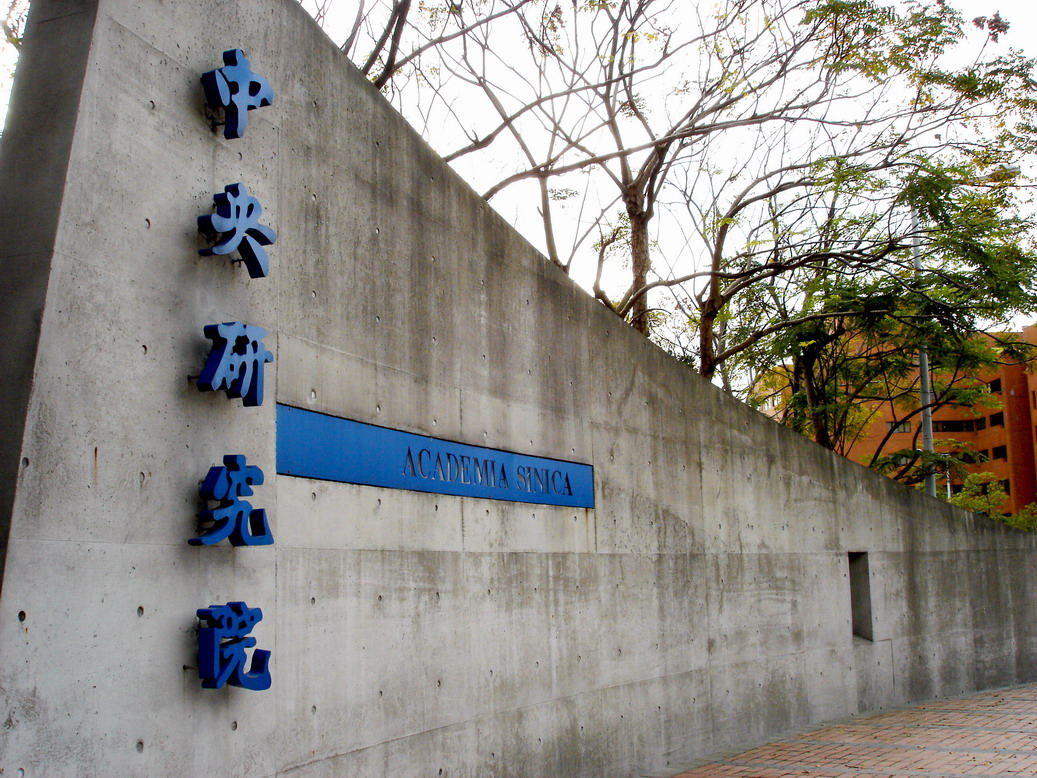
Entrada de la Academia Sínica en Taiwán.

Cuando se estableció el Instituto de Historia y Filología dirigido por Fu Sinian en la Academia Sínica en 1928, la fuente de los huesos oraculares había sido establecida en la actual Xiǎotún (小屯), población de Anyang, en la provincia de Henan. Una serie de excavaciones arqueológicas oficiales realizadas entre 1928 y 1937, y dirigidas por Li Ji (李濟; 1896-1979), considerado el padre de la arqueología china, descubrieron veinte mil piezas, que constituyen el grueso de la colección de la Academia Sínica en Taiwán y aproximadamente la décima parte del total descubierto. Las inscripciones de los huesos, una vez descifradas, fueron reconocidas como los testimonios de adivinaciones realizadas para o por las casas reales chinas. Estas inscripciones, junto al descubrimiento de las tumbas reales Yin, probaron, más allá de toda duda, por primera vez, la existencia de la dinastía Shang, que había sido puesta en duda, y la localización de su última capital, Yin. Actualmente, Xiaotun y Anyang son también conocidas como las Ruinas de Yin, o Yin Xu.
Los registros históricos más importantes sobre la dinastía Shang se basaban en las Memorias históricas o Shǐjì (史記) de Sima Qian (司馬遷), quien vivió en la época de la dinastía Han (206 a. C.-25 d. C.), considerado generalmente como el padre de la historiografía china. No obstante, la falta de evidencias arqueológicas provocaba la duda en la fiabilidad y credibilidad del testimonio de Sima Qian por parte de los académicos. El descubrimiento de los huesos oraculares proporcionó la primera evidencia científica al respecto y probó la existencia de la dinastía Shang.
De entre las excavaciones llevadas a cabo entre 1928 y 1937 por la Academia Sínica, el avance más decisivo se dio con el descubrimiento de la fosa YH127 en 1936, de la que se desenterraron unas diecisiete mil piezas, un descubrimiento sin precedentes, tanto cuantitativa como cualitativamente, en la historia de la investigación arqueológica sobre huesos oraculares. Los objetos excavados en esta fosa poseen características únicas que no se han hallado en otras zonas, su variedad y abundancia proporciona una base sólida e invalorable para la exploración científica de la desconocida civilización Shang. Algunos glifos encontrados en la YH127 están pintados con pincel sobre caparazones de tortugas, y son los primeros registros de escritura humana en la historia de China.
El trabajo más importante sobre etimología china antes del descubrimiento de las inscripciones en los huesos oraculares era el Shuowen Jiezi (說文解字) de Xu Shen (許慎), (58-147). Esta obra es el primer diccionario etimológico de caracteres chinos, así como la primera en organizar a los caracteres por sus componentes compartidos. La aparición de las inscripciones desafió el marco proporcionado por Xu Shen, y abogó por un nuevo paradigma, así como reformas en el estudio de la etimología china.
En 2004 la Academia Sínica estableció un archivo digital de impresiones de las inscripciones en los huesos oraculares, dentro del proceso de almacenaje por parte del Instituto de Historia y Filología de más de cuarenta mil inscripciones, divididas en dos categorías: las provenientes de las excavaciones arqueológicas y las conseguidas a través de colecciones. Esta base de datos ofrece los dieciocho libros de inscripciones en huesos oraculares reunidos por la Biblioteca Fu Ssu-Nien del Instituto de Historia y Filología y alrededor de nueve mil impresiones de la colección del almacén del departamento de Arqueología, junto a la colección del Instituto de Historia y Filología, lo que da un total de más de cuarenta y cinco mil artículos. Con ello se espera que los resultados sistemáticamente ordenados de la investigación en el campo de los huesos oraculares y estudios relacionados puedan enlazarse e integrarse. La base de datos posee la capacidad de comparar las imágenes de los huesos con las impresiones de las inscripciones.

## Materiales

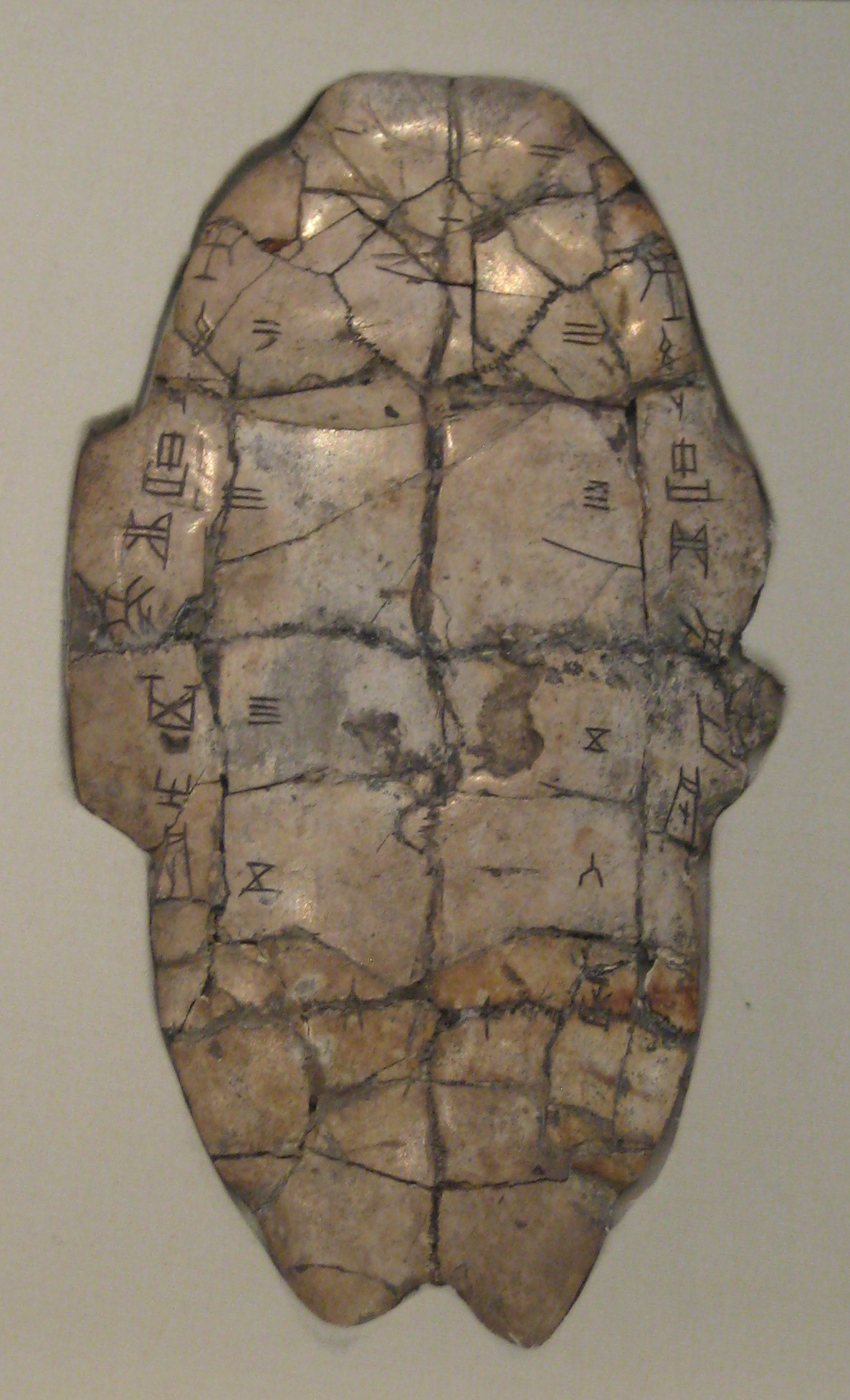
Un hueso oracular (plastrón o caparazón inferior de tortuga).

Los huesos oraculares son en su mayor parte huesos escapulares de buey y plastrones de tortuga, la parte ventral del caparazón, probablemente de las hembras, aunque algunos son el caparazón dorsal de tortugas, y unos pocos son huesos del costillar de los bueyes, escápulas de oveja, verraco, caballo y ciervo, entre otros huesos de animales. Han sido también hallados cráneos de ciervo, buey e incluso humanos con inscripciones, aunque son muy raras, y parece que se inscribieron para mantenimiento de registros o como práctica más que para adivinación. Se ha encontrado también un caso sobre cornamentas de ciervo inscritas, pero Keightley (1978) informa que son falsos.
Los adivinos neolíticos en China utilizaron largo tiempo los huesos de ciervos, ovejas, cerdos y ganado bovino en general con objetivos similares. Se encontró evidencia de esto en Liaoning, datado al final del cuarto milenio a. C. Sin embargo, con el paso del tiempo, el uso de huesos de buey aumentó, y el de caparazones de tortuga no apareció hasta el inicio de la cultura Shang. Los primeros plastrones de tortuga encontrados que habían sido preparados para el uso oracular datan del primer estrato Shang en las excavaciones en Erligang (Zhengzhou, Henan). Hacia el final de la denominada cultura Erligang (que muchos arqueólogos chinos colocan como uno de los inicios de la dinastía Shang), el uso de los plastrones era numeroso, y en Anyang escápulas y plastrones se utilizaban por igual. Debido al uso de caparazones además de los huesos, a menudo se utiliza la expresión «escritura en huesos y caparazones», pero dado que los caparazones de tortuga son efectivamente un material óseo, se les aplica también el término más conciso de huesos oraculares.
Los huesos o caparazones se seleccionaban y luego preparaban para su uso. La selección era significante, porque algunos de ellos (especialmente los caparazones) se cree que eran presentados como tributo a los Shang, lo que es una valiosa información sobre las relaciones diplomáticas en la época. Esto es conocido debido a notas realizadas a menudo en los mismos huesos registrando su origen; por ejemplo, una anotación registra que «Què (雀) envió doscientos cincuenta (caparazones de tortuga)», identificando esto como, quizás, el tributo de un pequeño estado dentro de la esfera de influencia Shang. No obstante, hay hallazgos que indican que algunos caparazones deben proceder de tortugas criadas localmente.
Las anotaciones en las escápulas se encuentran cerca de la articulación o en un lateral inferior. Algunas de estas anotaciones no se grababan antes de ser escritas con un pincel, lo que prueba (junto con otras evidencias) el uso de pinceles para escritura en la época Shang. Se asume que las escápulas provenían generalmente del ganado de los Shang, quizás el usado en sacrificios rituales, aunque hay también informes de ganado entregado como tributo, incluyendo algunos registrados con anotaciones al margen.

### Preparación y uso
Los huesos y caparazones se limpiaban de restos, y luego se aserraban, raspaban, suavizaban e incluso pulían para crear una superficie plana y adecuada. Se considera que la predominancia de escápulas y posteriormente de los plastrones de tortuga está relacionada con su conveniencia como superficies grandes y planas que necesitaban una preparación menor. También se especula en torno al uso exclusivo de caparazones de hembras de tortuga, ya que estos son mucho menos cóncavos. Se ha sugerido que el uso de plastrones de tortuga para la adivinación en lugar de las más tradicionales escápulas de bovinos y caprinos podría deberse a su forma simétrica, a la que atribuían un significado cósmico.
Los huecos o agujeros se perforaban en el hueso o caparazón en series ordenadas, aunque su número varía ampliamente de una pieza a otra. La forma de las perforaciones evolucionó con el tiempo, lo cual es un indicador importante que ha permitido datar los huesos oraculares en varios subperíodos de la dinastía Shang. La forma y profundidad de las perforaciones también ayudaron a determinar la naturaleza de la grieta que aparecería al aplicar calor. Al menos una de las piezas perforadas fue descubierta en los yacimientos de la denominada cultura Erligang, coincidiendo exactamente los agujeros en tamaño y forma.

## Adivinación

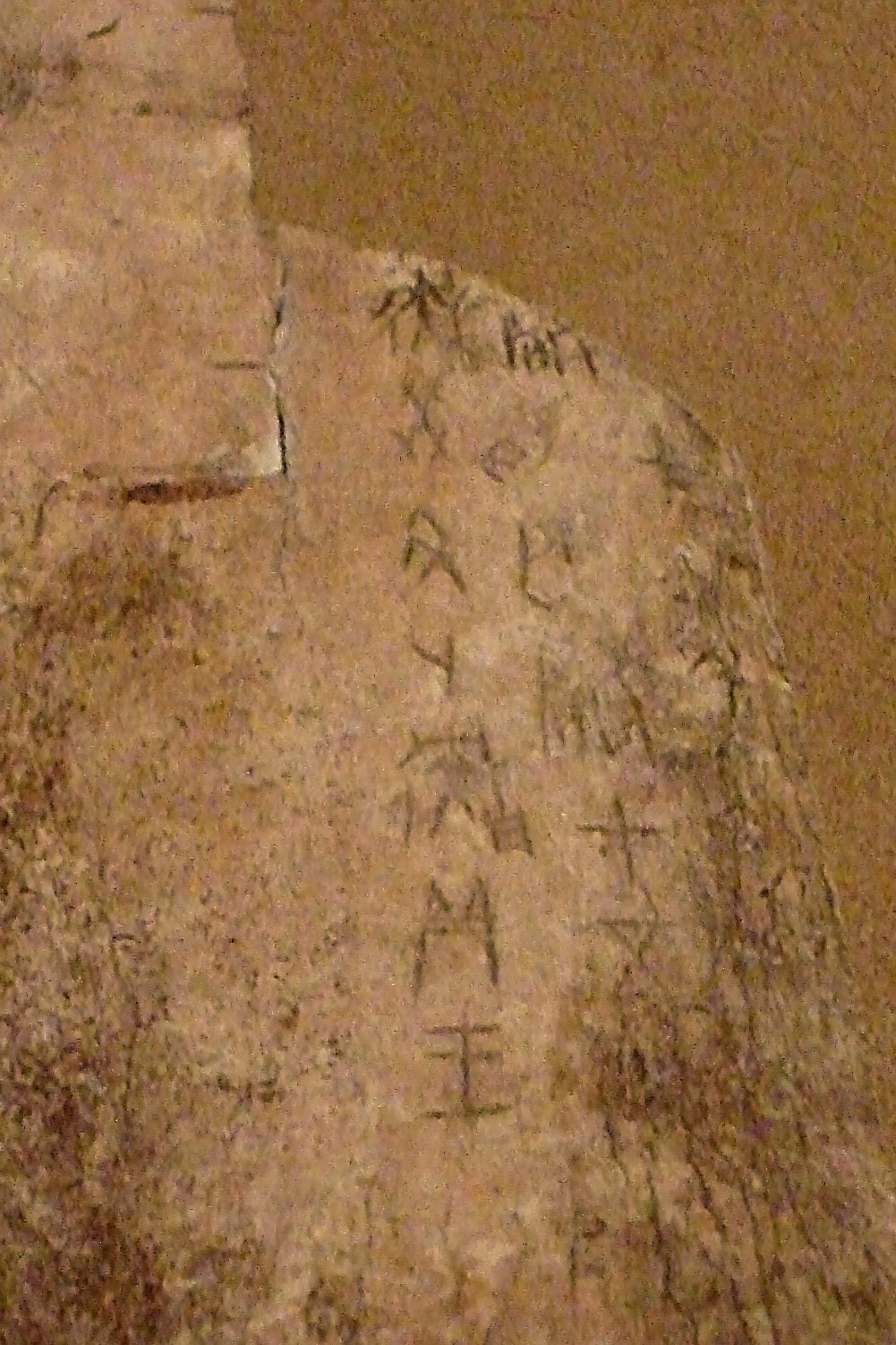
En este hueso oracular incompleto de la dinastía Shang, se formula una consulta al ancestro Xiaojia sobre si habrá mala suerte durante los siguientes diez días.

Dado que la adivinación (-mancia) se realizaba utilizando calor o fuego (piro-) y mayoritariamente sobre plastrones o escápulas, los términos piromancia, plastromancia, espatulomancia y osteomancia son a menudo utilizados para describir este proceso. Las adivinaciones eran habitualmente dirigidas por los reyes Shang, en presencia de un adivino. Muy pocos se usaron en adivinaciones realizadas por otros miembros de la familia real o nobles cercanos al rey. Durante los últimos períodos, los reyes Shang asumieron personalmente el rol de adivino.
Durante una sesión de adivinación, el caparazón o hueso se ungía con sangre, y en una sección de la inscripción llamada el prefacio se registraba el nombre del adivino y la fecha, esta última usando el calendario cíclico del ciclo sexagesimal. A continuación, se planteaba el tema de adivinación, denominado también cargo, que podía tener todo tipo de naturaleza, como si un antepasado concreto era el causante de un dolor de muelas del rey, o si determinada decisión o acción requería un ritual propiciatorio en concreto. Los cargos de la adivinación eran a menudo dirigidos a los antepasados, que eran reverenciados y objeto de culto en la antigua China, y también a ciertos poderes de la naturaleza o a Dì (帝) o Shàngdì (上帝), la más alta deidad de la sociedad Shang. Se preguntaba una amplia variedad de temas, esencialmente cualquier preocupación concerniente a la casa real de Shang, desde enfermedades, nacimientos y muerte, hasta el clima, cuestiones militares, agricultura, tributos y demás. Uno de los temas más comunes era si la realización de rituales de una cierta manera serían satisfactorios.
Una fuente intensa de calor se insertaba en una perforación hasta que esta se quebraba. Debido a la forma de la perforación, el frontal del hueso se quebraba en una forma semejante a 卜. El carácter 卜 (pinyin: bǔ o pǔ; Chino antiguo: *puk; «adivinar») debe ser un pictograma derivado de la forma de dichas grietas, y la lectura de dicho carácter debe a su vez ser una onomatopeya del crujido del hueso. El adivino a cargo de la ceremonia realizaba una lectura de las grietas para conocer la respuesta al cargo, pero se desconoce cómo se interpretaban dichas grietas. El tema de adivinación se planteaba varias veces, y a menudo de maneras distintas, como en negativo o cambiando la fecha sobre la que se realizaba el cargo; en una sesión normal, este proceso solía repetirse unas cinco veces, aunque no era extraño que se llegara a repetir entre seis y diez veces. Las grietas sobre un mismo asunto solían realizarse en un mismo hueso, aunque en ocasiones se daban en más de un hueso, y eran habitualmente numeradas; asimismo, un hueso oracular podía ser usado para una sola sesión, o para varias. La respuesta del adivino se señalaba en ocasiones como auspiciosa o inauspiciosa, y el rey ocasionalmente añadía un pronóstico, realizando su lectura de la naturaleza de la profecía. En muy contadas ocasiones se añadía posteriormente al hueso el resultado final, en lo que es conocido como verificación. Son contados los registros completos con todos los elementos mencionados; la mayoría de huesos contienen tan solo la fecha, el adivino y el tema de adivinación o cargo, y muchos permanecían sin ser inscritos tras la adivinación.
Se cree que este registro se realizaba con un pincel en los mismos huesos o en documentos adjuntos, para ser posteriormente tallados en un taller. Como evidencia de esta teoría, unos pocos huesos oraculares encontrados todavía ostentan los registros realizados con pincel sin grabar, mientras otros han sido encontrados parcialmente grabados. Tras ser usados, los caparazones y huesos que habían sido utilizados en un ritual se enterraban en fosas separadas, algunos exclusivamente para caparazones, otros para escápulas, en grupos de cientos o incluso miles (una fosa desenterrada en 1936 contenía unas 17 000 piezas junto con un esqueleto humano).

## Mitología Shang
La dinastía Shang se basaba en un gobierno teocrático; el rey era el intermediario entre el mundo de los vivos y los espíritus de los ancestros. En los huesos no se menciona a los ancestros en general, sino que se utilizan los nombres concretos de los espíritus a los que el rey se dirigía. De ese modo pueden distinguirse varios tipos de espíritus: por un lado, los espíritus de los anteriores reyes de la dinastía, junto con antiguos ministros o dignatarios y los familiares de la casa real difuntos; por otro lado, los distintos espíritus de la Naturaleza, con influjo o poder sobre el mundo de los hombres; finalmente, por encima de todos, el espíritu fundador de la dinastía Shang, el Emperador en lo Alto, el Señor en lo Alto, Shangdi (chino: 上帝, pinyin: Shàngdì).
Los hombres de la dinastía Shang creían que los ancestros fallecidos seguían de algún modo vivos, en la medida en que creían que tenían una enorme influencia en todos los ámbitos del mundo de los vivos. Así, la felicidad y bienestar del pueblo Shang dependía de los espíritus de sus antepasados y de los espíritus de la naturaleza, por lo que intentaban mantener con ellos una relación diaria, estructurada y canalizada a través de la consulta de los huesos oraculares por un lado y de las ofrendas que acompañaban a las mismas por otro. El rey era la figura que asumía dicha función, y fundamentaba su legitimidad y autoridad en el acierto con que realizara esta comunicación con los antepasados, consiguiendo la ayuda y protección de estos para él y para su pueblo.

### Orígenes míticos de la piromancia
Una versión mítica publicada durante la dinastía Ming (1368-1644) señala al mítico Fu Xi (伏羲氏), el primero de los mitológicos Tres augustos y cinco emperadores de la antigua China como inventor de la piromancia. Por otro lado, una versión de la dinastía Song (960-1279) habla del tributo de un caparazón de tortuga divina enviado desde el actual Vietnam a la corte del mítico emperador Yao (堯), uno de los Cinco emperadores.

## Evidencia arqueológica de piromancia pre-Anyang

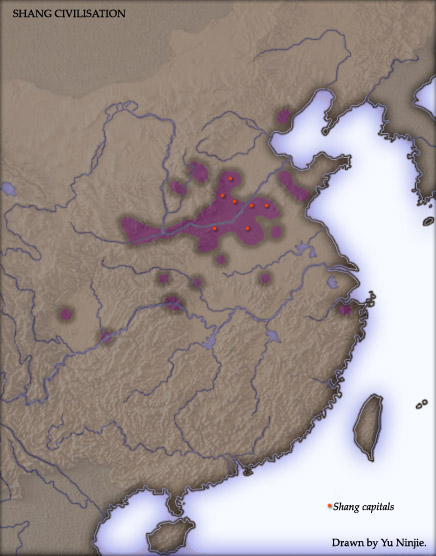
Mapa de las zonas en las que se han hallado vestigios arqueológicos de la civilización Shang.

Mientras que el uso de huesos en la adivinación (osteomancia) ha sido una práctica bastante global, la aplicación de fuego o calor a los huesos se suele encontrar en Asia y las culturas norteamericanas de origen asiático. El uso de calor para quebrar escapulas (piro-espatulomancia) se originó en la antigua china, la primera evidencia al respecto se remonta al cuarto milenio a. C. con hallazgos arqueológicos en la provincia de Liaoning, pero sin inscripciones. Se han encontrado escápulas bovinas, de ovejas, cerdos y ciervos en varios yacimientos neolíticos de China, y la práctica parece haberse hecho común hacia el final del tercer milenio a. C. Las escápulas se desenterraron junto con pequeñas cantidades de plastrones sin perforar en la zona de Nanguanwai (南關外), en Zhengzhou, provincia de Henan. También en Zhengzhou se han descubierto escápulas y algunos plastrones con orificios grabados en las zonas del Alto y Bajo Erligang. En cuanto a caparazones o huesos con inscripciones pirománticas, los más antiguos datan de nuevo de la cultura Erligang, donde se han hallado escápulas de bueyes, ovejas y cerdos quemadas y un fragmento de hueso proveniente de un estrato pre-Shang que estaba inscrito con una grafía (ㄓ) correspondiente a los huesos oraculares Shang. Otra pieza hallada en el yacimiento incluye diez o más caracteres que son similares en forma a la escritura Shang, pero diferentes en su modo de uso, y no está claro el estrato del que la pieza procede.
Un uso significativo de los plastrones de tortuga no apareció hasta el establecimiento de la cultura Shang. En los yacimientos Shang de Taixicun (台西村) en Hebei, y Qiuwan (丘灣) en Jiangsu se han hallado tanto escápulas de buey como plastrones, ambos preparados para la adivinación. Una o más escápulas perforadas fueron encontradas en Lusicun (鹿寺村), Henan, mientras que se han encontrado escápulas sin perforar en los yacimientos de Erlitou en Henan, Cixian (磁縣) en Hebei, Nincheng (寧城) en Liaoning y Qijia (齊家) en Gansu. Los plastrones no llegaron a ser más numerosos que las escápulas hasta la fase del Parque Renmin (人民).

### Huesos oraculares post-Shang
Tras la conquista Zhou, las prácticas Shang de fundido en bronce, piromancia y escritura continuaron. Huesos oraculares hallados en la década de 1970 se dataron en la dinastía Zhou, algunos del período de Primaveras y Otoños. No obstante, muy pocos de ellos tienen inscripciones. Estos huesos inscritos de inicios de los Zhou son conocidos también como los huesos oraculares Zhouyuan. Se piensa que otros métodos de adivinación fueron suplantando la piromancia Shang, como la numerología utilizando semillas de milenrama en conexión con los hexagramas del I Ching, conduciendo al declive de los huesos oraculares inscritos. No obstante, existe evidencia de un uso continuo de plastromancia durante los períodos de las dinastías Zhou Oriental, Han, Tang, y Qing, y Keightley menciona el uso en la actualidad en Taiwán.